# کاریماما (بنین)
کاریماما (به لاتین: Karimama, Benin) یک کمون در بنین است که در استان آلیبوری واقع شده‌است.

## خصوصیات
کاریماما ۶٬۱۰۲ کیلومترمربع مساحت و ۶۶٬۶۷۵ نفر جمعیت دارد و ۱۶۴ متر بالاتر از سطح دریا واقع شده‌است.